# Paruline à calotte grise
Geothlypis poliocephala
Espèce
Statut de conservation UICN

 LC  : Préoccupation mineure
La Paruline à calotte grise (Geothlypis poliocephala) est une espèce de passereaux appartenant à la famille des Parulidae.

## Distribution
La Paruline à calotte grise se trouve en Amérique centrale, du Mexique au Panama.

Carte de répartition de l'espèce

## Systématique
Six sous-espèces sont reconnues :
- G. p. poliocephala S. F. Baird 1865 ;
- G. p. ralphi Ridgway, 1894 ;
- G. p. palpebralis Ridgway, 1887 ;
- G. p. caninucha Ridgway, 1872 ;
- G. p. icterotis Ridgway, 1889;
- G. p. ridgwayi (Griscom, 1930).

## Habitat
Cette paruline fréquente les champs et les savanes parsemés d'arbustes.